# Acreana cuprea
Acreana cuprea là một loài bọ cánh cứng trong họ Cerambycidae.